# ビスケッティ
ビスケッティは、吉本興業東京本社（東京吉本）に所属していた日本のお笑いコンビ。東京NSC15期生。2010年結成、2022年解散。

## メンバー
佐竹 正史（さたけ まさふみ、1982年9月20日（42歳） - ）
埼玉県三郷市出身。埼玉県立草加高等学校卒業。血液型B型
身長/体重：182.4cm/78kg
ボケ・ネタ作り担当、立ち位置は向かって左。
顔マネが得意。レパートリーは安倍晋三、阿部寛、石井一久、ヒャダイン、滝藤賢一、堂珍嘉邦（CHEMISTRY）、ジャン・レノ(LEON)、小堀裕之（2丁拳銃）、デューク更家、ポール・マッカートニーなど。
もともと「ゴーバンブー」というコンビを組んでニュースタッフエージェンシー所属で活動していたが2008年12月に解散、その後NSCに入り直した。
吉本坂46の2期生メンバー。
2022年のビスケッティ解散後は「ビスケッティ佐竹」の芸名でピン芸人となる。
岩橋 淳（いわはし あつし、1986年1月20日（39歳） - ）
北海道札幌市清田区出身。北星学園新札幌高等学校卒業、札幌大学文化学部日本文化学科中退。血液型A型。
身長/体重：168cm/78kg
ツッコミ担当、立ち位置は向かって右。
元バンドマン でドラム演奏を得意とする。神保町花月『バルボラーチョ』シリーズ、佐久間一行やサカイストの単独ライブなどで演奏している。
すすきのの飲食店でのアルバイトに熱中しすぎて大学を中退した後、19歳の若さで店長に就任。休日に昔のM-1グランプリのDVDを観ていたところ、当時まだ19～20歳だったキングコングや麒麟が大活躍していたことに影響され、退職して芸人を目指す。札幌吉本のオーディションライブに何度か出演した後に上京。桜木町のヴィレッジヴァンガードでバイトを始め1〜2年ほど働き、「社員にならない?」と誘われたこともあったが断りNSCに入学した。
NSCで最初に「かぶきホタル」というコンビを組んだが、NSC周辺で全面的に禁止されているネタ合わせをしていたところをスタッフに見つけられクビになりかけたことがある。
ダイヤモンド・小野竜輔と仲が良い。
2022年のビスケッティ解散後はピン芸人「なまらあつし」として活動を継続。2024年10月より地元札幌に帰住し、吉本興業札幌事務所に移籍、主にライブMCを担当している。清田区PR担当芸人もつとめている。
芸人としての仕事が無い日は、若い頃からお世話になっている先輩が経営している札幌市内の飲食店で勤務している。

## 経歴
東京NSC在学中はそれぞれ別のコンビを組んでいたが解散し、同期の大トニー（マテンロウ）が仲を取り持ってくれてコンビを組むことになった。
コンビ名の由来について岩橋は次のように説明している。
「佐竹さんがネタを書いてきた台本に「どーもービスケッティでーす」と書いてあった。理由は全くなかったらしい。選抜クラスに入り、名前を決めなくてはならなかったのでそのままこれになった。これが全貌です。これ以上でもこれ以下でも無い」
2018年4月28日、初単独ライブ「園遊会」を開催。
M-1グランプリでは2016年・2018年・2020年の2回戦進出を除いて2010年〜2019年は3回戦進出。
R-1グランプリでは佐竹が2015年・2017年・2019年に3回戦進出、2021年の出場ラストイヤーに準々決勝進出。
2022年の年末限りで活動終了・コンビ解散を発表、翌年より2人はそれぞれピン芸人となった。

## 芸風
漫才、コントともに行う。結成当初は佐竹が様々なキャラを演じるコントをしていたが、2014年頃から佐竹の安倍首相ものまねを主力にした活動に転じた。安倍首相になりきったキャラクターでの漫才や、「安倍首相が○○だったら」という設定のコントが多い。当初は安倍首相の滑舌の悪さをいじるなどの風刺的な芸風だったが、その側面はしだいに薄れていった。岩橋も石破茂のものまねに取り組んでいたことがある。
吉本の若手芸人にしては珍しく高齢者を相手とした営業が多く、「平均年齢70以上の方々の前で、20分以上のステージをやれるのはビスケッティしかいない」と社員に言われたことがある。

## エピソード
- 佐竹は2014年4月27日に幕張メッセで行われたニコニコ超会議3に安倍首相のものまねで自民党ブースに立ち寄った所、自民党の広報に歓迎され、当時現職の農林水産大臣だった林芳正と共に自民党の選挙カーの上でイベント来場者に手を振った。また前日に安倍首相本人が来場していたため、安倍首相との共演は実現しなかった。
- 2014年8月11日にスタートした石井一久の初MC番組『話せるスポーツニュース　スポヲチ』の初回放送のエンディングに佐竹がサプライズゲストとして石井一久のものまねで出演し、石井一久本人と初共演となった。
- 佐竹は2015年9月に山口県出身者が集う「長州友の会 大懇親会2015」に八十島（2700）・岸健之助（ネルソンズ）と共に出席し、来場した安倍首相本人と妻の昭恵の目の前で安倍首相のものまねを披露。これが安倍首相との初対面である。
- 2016年12月25日に有楽町よみうりホールで開催されたダイナマイト関西2016オープントーナメント決勝大会の『始答式』にレイザーラモンRG（レイザーラモン）扮するドナルド・トランプ、石井てる美扮するヒラリー・クリントンと共に、佐竹扮する安倍首相で「日米合同始答式」に出席した[15]。
- テレビ番組やインターネット番組のメディア出演のそのほとんどが佐竹のピンでの単独出演によるものであり、2017年現在までコンビとして2人でのメディア出演は2～3番組程度と数少ない。
- 2017年9月14日から隔週木曜日に、ヒデ（ペナルティ）や住みます芸人と出演したビスケッティ初のレギュラー番組『住みまシュフラン（kawaiianTV）』が放送開始
- 2019年2月1日、フリュー株式会社は、2017年より毎年3月21日を「プリの日」と制定しており、本年のPR大使に「ビスケッティ」佐竹の就任が決定した。佐竹には「プリの日」PR大使として、ものまねした姿でポスター等に登場する他、YouTube動画などでプリントシールの魅力を発信[16]。
- 2018年6月24日、埼玉県上尾市で開催された「上尾市市制施行60周年記念お笑いライブイベント　お笑いA-1グランプリ」で、初代A-1グランプリのチャンピオンに輝いた[17]。
- 佐竹が吉本坂46第五次オーディション合格者80名に残るが、秋元康による最終審査で落選[18]。
- 全日本パリピ選手権グランドチャンピオン大会（AbemaTV）で、佐竹が「東京よしもと軍団」の助っ人として準決勝と決勝に参戦し、東京よしもと軍団が優勝を獲得。
- 2019年6月1日、埼玉県松伏町で開催された「さいたま夢まつり」のメインイベント第1部の「彩多漫才（さいたまんざい）コンテストS－1グランプリ」でグランプリに輝いた[19]。
- 2019年6月6日、佐竹が西川きよし・吉本新喜劇座長のすっちー・座員の池乃めだか・吉田裕、NMB48の吉田朱里と共に首相官邸で安倍首相を表敬訪問した。佐竹について安倍首相は「複雑ですね。こんな感じなのかと」と発言。ただ、似ているところを問われると「ありますね、声のトーンと語尾の部分が」と“公認”を与えていた[20]。
- 2019年11月5日放送の「ウチのガヤがすみません！」（日本テレビ系）に福山雅治が出演。福山さんに見届けて欲しいと願い出て佐竹が公開プロポーズを行い、無事成功。佐竹の感動的なプロポーズを見た福山は「すごく感動的なシーンを見させていただいた。末永くお幸せに」と、晴れて夫婦になる2人の門出に祝福の言葉を贈った[21]。
- 2019年11月22日、佐竹が令和元年のいい夫婦の日に結婚した[22]。
- 2019年12月27日、カルッツかわさきホールで『吉本坂46 2期生メンバー発表お披露目会』で佐竹の合格が発表[23]。
- 2020年4月12日、星野源が作った楽曲『うちで踊ろう』の動画に著名人が続々とSNS上でコラボを披露している中、安倍首相も12日にこの『うちで踊ろう』のコラボ動画をSNSで公開。このコラボ動画のソックリ動画を同日にツイッターに佐竹も投稿し話題になった[24][25]。
- 2020年5月15日、日本テレビ系で放送された「行列のできる法律相談所 消したい過去&生告白SP」で佐竹が自宅で「リモート結婚式」を挙げる（新型コロナウイルス感染拡大防止のため）[26][27]。
- 2021年11月17日 新ラジオ番組「JPとビスケッティ佐竹の『土曜の化け者』」（市川うららFM）が12月4日（土）にスタートする事を発表[28]。
- 2021年11月29日、佐竹の第1子（2868グラム）が誕生したことを報告[29]。

## 出演

### テレビ番組
- 全国に眠るスターを発掘!!ものまね新人ウォーズ （TBS、2010年10月4日）
- 爆笑!ものまねウォーズII （TBS、2011年1月2日） ※佐竹のみ
- ものまねグランプリ特別編 日本全国そっくりさん探しの旅 （日本テレビ、2011年8月7日） ※佐竹のみ
- 特報!B級ニュースSHOW （テレビ東京、2013年1月9日） ※佐竹のみ
- 笑っていいとも! 「勝ち抜きウルトラソウル選手権」コーナー出演（フジテレビ、2013年1月14日、2014年1月13日） ※佐竹のみ
- ライオンのごきげんよう「2013年ごきげんよう大賞」「ごきげん有名人？生ビデオレター」コーナー出演（フジテレビ、2013年12月25日、2014年1月20日） ※佐竹のみ
- オモクリ監督 〜O-Creator's TV show〜（シソンヌじろう監督作品「仕事」に出演）（フジテレビ、2014年11月23日、） ※佐竹のみ
- 新春!芸人ブローカー 東西暗躍スター 夢の狂宴2015（コーナー出演）（関西テレビ、2015年1月2日） ※佐竹のみ
- コサキン・天海の超発掘! ものまねバラエティー マネもの（コーナー、番組内サスペンスドラマ『クローン7』の一員として出演）（フジテレビ、2014年6月14日、2015年3月26日） ※佐竹のみ
- ニッポン元気計画! 眠れるスター目覚ましバラエティ“ハックツベリー”（テレビ東京、2015年4月25日） ※佐竹のみ
- ラジオな2人 （BS Dlife、2015年4月10日、2015年4月17日、2016年9月4日）コーナー出演
- 新春さんま総選挙（TBS、2017年1月3日） ※佐竹のみ
- 爆笑そっくりものまね紅白歌合戦スペシャル（「一発!ものまね大集合」「第6対戦、ネプリーグ〜半沢直樹軍団参戦SP〜」「ものまね大好きさん大集合」「ものまねＰＰＡＰピコ太郎軍団」コーナー、本戦、エキシビジョンに出演（フジテレビ、2013年4月12日、2014年4月13日、2016年9月2日、2017年1月6日） ※佐竹のみ
- ランク王国（TBS、2017年4月22日） ※佐竹のみ
- ちちんぷいぷい（MBS毎日放送、2017年4月24日）
- 発見!仰天!!プレミアもん!!!土曜はダメよ!(ｙｔｖ読売テレビ、2017年5月27日） ※佐竹のみ
- Ｎスタ（TBS、2017年5月30日） ※佐竹のみ
- 究極の○×クイズSHOW!!超問!真実か?ウソか?(日本テレビ、2017年6月2日）
- 朝生ワイド　す・またん！ZIP！（ｙｔｖ読売テレビ、2017年8月11日）エンタメZIP！「規格外芸人を探せ～パート11」※佐竹のみ
- ヒルナンデス! 年末恒例のバスツアー「はとバスで行く！今年最も○○なバスツアー」コーナー出演（日本テレビ、2017年12月25日） ※佐竹のみ
- ネタでニュースが見えてくる 笑えるTIMS（関西テレビ、2017年12月29日） ※佐竹のみ
- とんねるずのみなさんのおかげでした・博士と助手〜細かすぎて伝わらないモノマネ選手権〜特別編「第3回紅白モノマネ合戦　混合戦」「第23回大会」「第23回未公開版」出演（フジテレビ、2016年12月22日、2017年12月21日、2018年1月11日） ※佐竹のみ
- ヤンごとなき！（UX新潟テレビ21、2017年11月24日、12月1日、2018年3月15日、3月22日）「第3回ヤンごとー1グランプリ」「人気カラオケ卒業ソングBEST10当てクイズ！」
- 関西発!才能発掘TV マンモスター＋（毎日放送、2018年5月9日）※佐竹のみ
- NMBとまなぶくん（関西テレビ、2018年5月25日）※佐竹のみ
- 吉本坂46が売れるまでの全記録 （テレビ東京、2018年4月4日～不定期、※7月17日佐竹密着回）※佐竹のみ
- ぐるナイ（日本テレビ、2018年12月13日）※佐竹のみ
- お名刺、頂戴できますか？（日本テレビ、2018年12月15日) ※佐竹のみ
- 太田上田（中京テレビ・日本テレビ、2018年12月18日、12月25日） ※佐竹のみ
- めざましテレビ（フジテレビ、2019年3月28日）「伊野調」コーナー出演　※佐竹のみ
- マツコ会議（日本テレビ、2019年6月8日）※佐竹のみ
- KAT-TUNの世界一タメになる旅!＋（TBS、2019年6月12日）※佐竹のみ
- よ～いドン！（関西テレビ、2019年6月17日） ※佐竹のみ
- ミント!（MBS、2019年6月21日） ※佐竹のみ
- せやねん!（MBS、2019年6月22日） ※佐竹のみ
- あさパラ（読売テレビ、2019年6月22日） ※佐竹のみ
- ミント!選挙スペシャル（MBS、2019年7月21日） ※佐竹のみ
- ぽい散歩（テレビ静岡、2019年8月16日、8月23日、8月30日、9月6日、9月13、9月20日、9月27日）※佐竹のみ
- 吉本坂46が売れるまでの全記録 シーズン2（テレビ東京、2019年10月8日）※佐竹のみ
- スクール革命（日本テレビ、2019年11月24日）※佐竹のみ
- バツウケテイナー（サンテレビ、2019年12月7日）
- わっち!!（青森テレビ、9月12日、10月10日、11月21日、12月5日）「日わっちんぐ東京（首都圏各地からの中継）」※佐竹のみ
- 道玄坂コネクション（日本テレビ、2019年12月24日）※佐竹のみ
- ウチのガヤがすみません!（日本テレビ、2018年5月8日、2019年6月11日、7月2日、7月30日、10月1日、10月8日、10月15日、10月22日、11月5日、11月12日、11月19日、12月21日、12月24日、2020年1月28日）
- DASHでイッテQ!行列のできるしゃべくり 日テレ系人気番組No.1決定戦（日本テレビ、2020年4月5日）※佐竹のみ
- 行列のできる法律相談所「行列のできる法律相談所消したい過去＆生告白SP」で佐竹が自宅で「リモート結婚式」を挙げる（日本テレビ、2020年5月17日　※佐竹のみ）
- 勇者ああああ～ゲーム知識ゼロでもなんとなく見られるゲーム番組～（テレビ東京、2017年8月10日、2018年5月31日、6月7日、2019年7月25日、2020年5月22日）「世界一豪華なゲーム実況」、「VSクイズ王これだけいれば勝てる！」「長vs長 スペシャルマッチ」 ※佐竹のみ
- そろそろにちようチャップリン（テレビ東京、2020年7月25日）※佐竹のみ
- ザワつく!金曜日(テレビ朝日、2020年6月19日、7月31日、8月14日）※佐竹のみ
- 激レアさんを連れてきた。(テレビ朝日、2020年11月9日）※佐竹のみ
- あるある発見バラエティ 新shock それな！って言わせて（テレビ東京、2020年1月28日、11月28日）
- いよいよR-1グランプリ！新世代芸人のリアルライフ徹底リサーチ！（関西テレビ、2021年3月5日） ※佐竹のみ
- 天才VS大群～1人で何人倒せる?～（TBS、2021年4月3日）※佐竹のみ
- why not？～私たちの働き方～（BS12、2021年8月28日）※佐竹のみ
- 水曜日のダウンタウン（TBS、2022年６月22日、2023年１月18日）※佐竹のみ
- 唄う！昭和レトロ旅（BSよしもと、2023年１月22日）※佐竹のみ
- 開運リフレッシュバラエティ自転車でイイとこ行ってみよう！オートレース生中継 特別編！」～SG第55回日本選手権オートレース優勝戦＆自転車で宮城旅SP～（BSよしもと、2023年11月5日）※佐竹のみ
- ザ・細かすぎて伝わらないモノマネ（フジテレビ、2020年12月12日、2021年12月11日、2024年6月22日）※佐竹のみ
- 不思議体験ファイル 信じてください‼（関西テレビ、2024年6月22日）※佐竹のみ
- ARIGATEENA TV（テレビ埼玉、2024年6月22日）※佐竹のみ
- 開運リフレッシュバラエティ自転車でイイとこ行ってみよう！オートレース生中継 特別編！」～SG第56回日本選手権オートレース優勝戦SP～（BSよしもと、2024年11月4日）※佐竹のみ
- ウソかホントかわからないやりすぎ都市伝説 ニューオカルトリーダー 不可思議体験の刻（テレビ東京、2025年3月17日）※佐竹のみ

### インターネットテレビ
- くるカモ　（よしもとオンライン、2010年10月10日）
- F2れんだっ!! （ニコニコ生放送、不定期）
- R藤本の水曜はじけてまざれ!（ニコニコ生放送、不定期） ※佐竹のみ
- よしログ（GYAO!、不定期）（ダイス と共に出演） ※佐竹のみ
- 話せるスポーツニュース　スポヲチ（番組初回放送のみに出演）（ニコニコ生放送、2014年8月11日） ※佐竹のみ
- 中原麻衣、ベジータ（R藤本）おしゃべりやってま〜すS（K'z Station：2016年11月22日、配信） ※佐竹のみ
- ビスケッティの我々の見解（生テレ、不定期）
- 新生紀ドラゴゲリオンZ（ニコニコ生放送、不定期）※佐竹のみ
- 空と庭とちゃんもも◎と〜プレアデス星団から愛をこめて〜（ソラトニワラジオ、不定期） ※佐竹のみ
- 住みまシュフラン(kawaiianTV、2017年9月14日から隔週木曜日）
- 恐怖！怪談肝試しクッキング4kその2(kawaiianTV、2017年11月22日）※佐竹のみ
- 第二回 輝け！AbemaTV AWARDS 2017 (AbemaTV、2017年12月29日）※佐竹のみ
- 待機！無理スカポリス(kawaiianTV、2018年2月16日）※佐竹のみ
- 邪道だらけの夜の大運動会2018（AbemaTV AbemaSPECIAL2、2018年4月30日[30] - 5月1日）※佐竹のみ
- 全日本パリピ選手権グランドチャンピオン大会（AbemaTV AbemaSPECIAL2、2018年9月29日）※佐竹のみ
- 恵比寿マスカッツ真夜中のワイドショー（AbemaTV AbemaSPECIAL、2019年3月8日）※佐竹のみ
- ABEMA的ニュースショー（AbemaNews、2019年3月31日から不定期）※佐竹のみ

### YouTube
- Bunzin TV(YouTube)※佐竹のみ[31]
- 絶世のインペリアルコレクションサブチャンネル（YouTube）※佐竹のみ

### ラジオ番組
- とにかく明るい安村のとにかく丸裸！（文化放送、2018年3月31日、4月7日、4月14日）
- 古賀シュウ3時半の三枚おろし（文化放送、2018年4月15日～不定期出演 ※佐竹のみ
- おはよう寺ちゃん活動中（文化放送、2018年7月16日） ※佐竹のみ
- 浦川泰幸の金曜はウラから失礼（ABCラジオ、2019年6月21日） ※佐竹のみ
- STAY GOLD（FM横浜、2020年2月7日）※佐竹のみ
- やのひろみ★齊官昌伍のとりあえず生!（RNB南海放送、2020年4月20日）※佐竹のみ
- 紗倉まなのマジックミラーナイト（文化放送、2020年11月14日、11月21日、11月28日）※佐竹のみ
- LOOKBACK2020～我らの1年を返せ！新型コロナに喝!!～(JFN系列、2020年12月29日)
- ザ・ニュースペーパーのPEOPLE日曜日の朝刊・世界を笑え(JFN系列、2021年2月7日)
- バクコメの他力HongGang!!（山形放送ラジオ、2021年3月14日）※佐竹のみ
- JPとビスケッティ佐竹の土曜の化け者（市川うららFM、2021年12月4日 -2022年6月26日 ） - 佐竹のみ[32]
- JPとビスケッティ佐竹のどよめく化け者（市川うららFM、ラジオ川越、FM千里、2022年7月3日 - ）※佐竹のみ
- キャベツ確認中のこんばんワイド22時半！（FM西東京、2022年1月4日）※佐竹のみ
- ひるどき！さいたま～ず（NHK さいたま放送局、2025年2月5日）※佐竹のみ

### 単独ライブ
初単独ライブ『園遊会』（2018年4月28日）

### 舞台・ライブ
- 渋谷ばちーんんんLive
- Get King Live
- 神保町花月
  - 2010年12月21日 - 12月25日『バルボラーチョの夜は更けて』（佐久間一行主演） ※岩橋のみ
  - 2011年5月24日 - 5月29日『バルボラーチョの夜は続く』（佐久間一行主演） ※岩橋のみ
  - 2011年12月20日 - 12月25日『バルボラーチョの夜は萌えて』（佐久間一行主演） ※岩橋のみ
- ステージマンショー　 ※佐竹のみ
- 獅子身中の虫
- モノマネだよ！全員集合!!　 ※佐竹のみ
- HAIR TONIC 2015～MUSICSUMMER FES～（2015年8月15日）※佐竹のみ
- HAIR TONIC 2018～MUSICSUMMER FES～（2018年8月18日）※佐竹のみ
- モノマネクスト　 ※佐竹のみ
- 劇団コラソン　第34回公演『ジミヘン』（脚本・演出: 植田朝日　2015年8月21日 - 8月23日、ニッポン放送イマジンスタジオ・全6公演） ※佐竹のみ
- 永井佑一郎Presents『僕らのトーク』 ※岩橋のみ
- モノマネファクトリー
- ダイナマイト関西2016オープントーナメント決勝大会　「始答式」に出演 ※佐竹のみ
- ものまね軍団大集合！よしもとコメディSP〜ルミネtheよしもと&・そっくり館キサラコラボ企画〜 ※佐竹のみ
- ものまねtheよしもと ※佐竹のみ
- 恵比寿マスカッツ1.5おかげサマーツアー 2018年8月24日（TSUTAYA O-EAST）※佐竹のみ
- バイク川崎バイクライブin東京 2018cc『バイク単独バイク～僕が駆けつけるよ秒で～』※佐竹のみ
- 古賀シュウ単独ライブ「マネゴリvol.4」※佐竹のみ

### DVD
- 佐久間一行単独ライブDVD〜15周年全国ツアー くるっと平和解決〜（2011年11月16日） ※岩橋のみ
- サカイスト単独LIVE全国漫才ツアー「兄弟」（2011年12月24日） ※岩橋のみ

## 交友関係
- JP(ものまねタレント)
- ドラQ